# Rajčilovci
Rajčilovci
Райчиловци (Servisch cyrillisch Рајчиловци) is een plaats in de Servische gemeente Bosilegrad. De plaats telt 1817 inwoners (2002).